# Eric Dalen
Eric Dalen (* 12. Juli 1972 in Minnetonka, Minnesota) ist ein US-amerikanischer Schiedsrichter im Basketball, der seit dem Jahr 2008 in der NBA tätig ist. Er trägt die Uniform mit der Nummer 37.

## Karriere

### College-Basketball
Vor dem Einstieg in die NBA arbeitete er drei Jahre als College-Basketballschiedsrichter in der Southeastern Conference.

### National Basketball Association
Dalen begann im Jahr 2008 seine NBA-Schiedsrichterlaufbahn beim Spiel der Denver Nuggets gegen die Los Angeles Lakers.
Zuvor war er fünf Jahre als Schiedsrichter in der NBA G-League tätig.